# Aleuropteryx loewii
Aleuropteryx loewii är en insektsart som beskrevs av Klapalek 1894. Aleuropteryx loewii ingår i släktet Aleuropteryx och familjen vaxsländor. Arten är reproducerande i Sverige. Inga underarter finns listade i Catalogue of Life.